# Centrale thermique de Porcheville
La centrale thermique de Porcheville est une ancienne centrale électrique, son arrêt définitif ayant eu lieu le 1er mai 2017. Elle est située à Porcheville dans les Yvelines (France) en bordure de la Seine, à une cinquantaine de kilomètres au nord-ouest de Paris. Elle était exploitée par EDF. Les deux cheminées de la centrale ont une hauteur de 220 mètres pour évacuer leurs fumées largement au-dessus de la falaise de 70 m faisant face au site sur la rive gauche de la Seine.

## Histoire

### Porcheville A: l'ancienne centrale à charbon
Une centrale au charbon est présente sur la partie est du site de 1954 à 1993. Composée de 4 tranches de 125 MW chacune, les premières de ce palier, son exploitation prend fin en 1987. Cette première centrale thermique au charbon faisait partie du programme électrique de développement industriel de la France des années 1950, au même titre que les grands sites portuaires de Marseille et Dunkerque, où voit le jour un peu plus tard la centrale thermique de Dunkerque de 1962.

### Porcheville B: la centrale au fioul
Cette centrale au fioul lourd d'une puissance totale de 2 400 MW fonctionnait comme appoint pour faire face aux pointes de consommation électrique dans le pays et pour assurer la sécurité du réseau électrique en région parisienne. La première unité de production entre en service en 1968, les suivantes respectivement en 1973, 1974 et 1975. Toutes ces unités sont d'une puissance de 600 MW chacune. Ce sont les premières unités d'un palier qui doit en compter 40, mais qui est abandonné à la suite du choc pétrolier de 1973. Le fioul lourd est livré par voie fluviale au départ du port du Havre.
En 1995, du fait des surcapacités de production à l'époque et du coût du pétrole, deux unités de production sont temporairement arrêtées. Elles sont rénovées puis remises en exploitation en 2006 pour l'unité de production no 2 et 2008 pour l'unité de production no 1.
En utilisant, à partir début 2008, un fioul de meilleure qualité, dit TTBTS pour très très basse teneur en soufre, la centrale de Porcheville a divisé ses rejets de dioxyde de soufre (SO2) par 8 depuis sa création.
Avant sa fermeture, la centrale employait à l'année environ 200 salariés et 40 sous-traitants.

## Fermeture
La fermeture de la centrale de Porcheville, initialement prévue en 2023, est avancée à 2018, puis 2017, pour des raisons économiques. Dans le contexte de surcapacité de production électrique en France et des coûts élevés de fonctionnement de la centrale, celle-ci ne tourne pratiquement pas en 2014 et 2015. Les 4 unités sont définitivement mises à l'arrêt le 1er mai 2017.

## Accident de 1977
Le 22 août 1977, un accident de turbine se produit dans la centrale à cause de la surchauffe d'un joint mal placé. Un arbre de transmission d’environ 2 mètres de diamètre, pièce du rotor de la turbine à vapeur de 600 MW, explose en plusieurs morceaux.
Des débris sont projetés de l'autre côté de la Seine sur l'autoroute A13, certains jusqu'à 600 mètres de l'accident et on compte 3 blessés légers. Un laveur de carreaux échappe à la mort, « redescendu de son échelle quand une pièce traverse la vitre devant laquelle il travaillait, quelques instants auparavant », raconte Corinne Bordelot-Gomont, auteur de Porcheville B cathédrale du XXIe siècle (2008).

## Cinéma
La centrale apparaît dans le film Le Doulos de Jean-Pierre Melville en 1962, dans Tendre Poulet réalisé par Philippe de Broca avec Annie Girardot et Philippe Noiret en 1978, ainsi que dans le film Tante Zita de Robert Enrico en 1968 et dans Ressources humaines de Laurent Cantet en 1999. Le clip "Soudain", d'Etienne Daho, y a été filmé. On la voit dans l'épisode 11 "Alerte Maximum", de la série "Largo Winch".

## Galerie

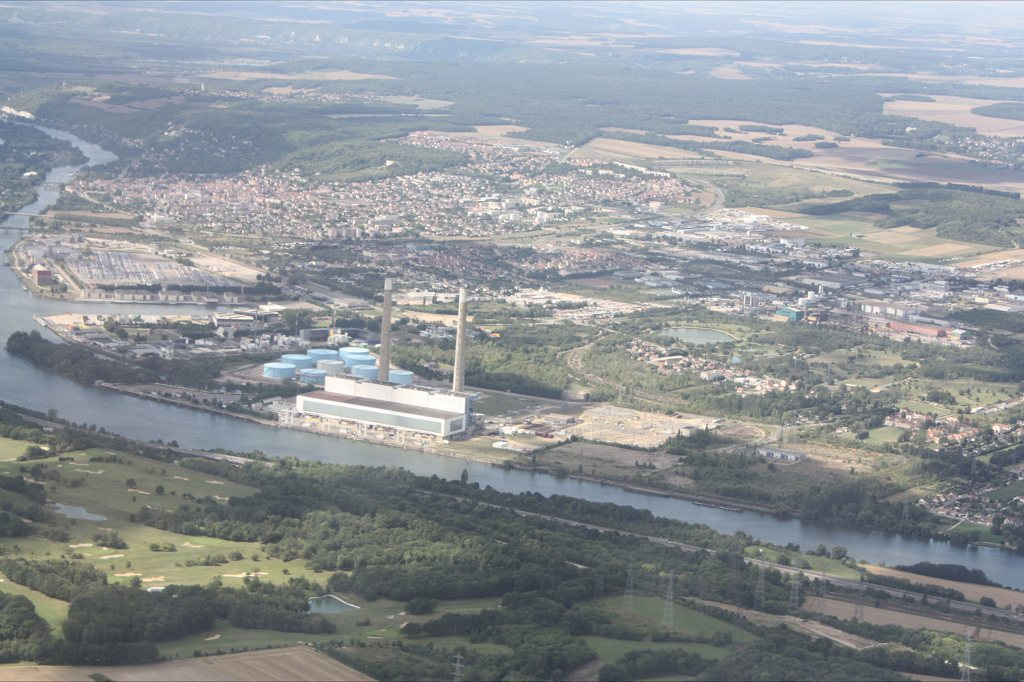
Vue aérienne.
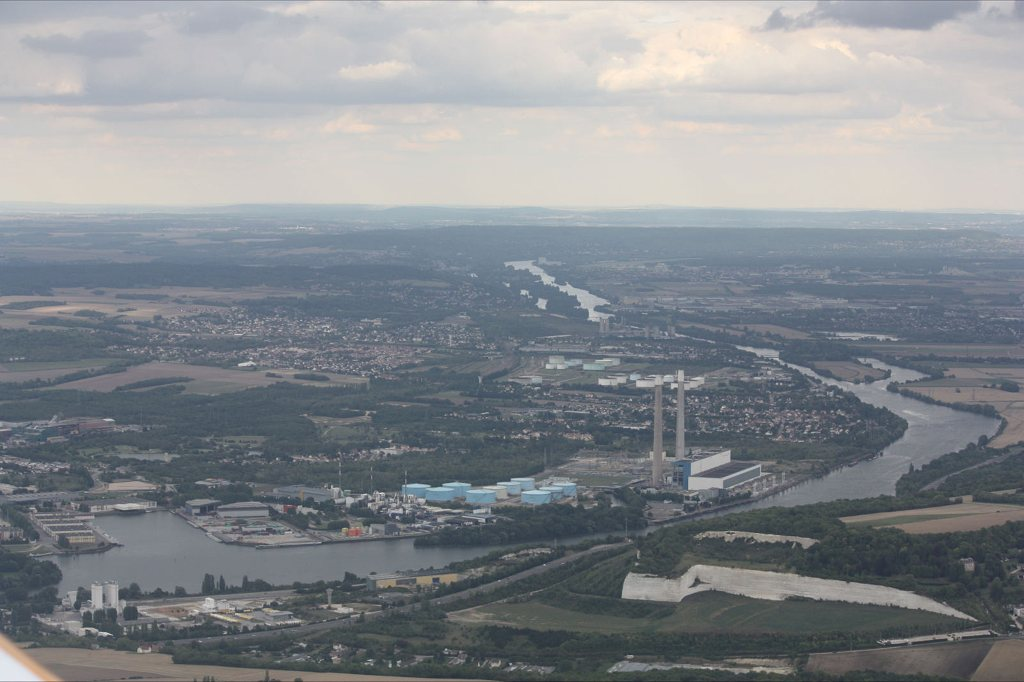
Vue aérienne.